# Kfarkhal
Kfar Khel es un pueblo en el norte de Jordania, afiliado administrativamente a la Gobernación de Jerash.

## Etimología
El origen del nombre es la palabra árabe Kafr, que significa ‘pueblo agrícola’, y “vinagre”, que se refiere al vinagre de uva o vino. Por lo tanto, el nombre Kafr Khel significa ‘Pueblo de las uvas’, y el pueblo sigue siendo famoso por cultivar uvas, además de aceite de oliva natural.

## Geografía y clima
Kfar Khel está ubicado en el norte de la gobernación de Jerash, al oeste de la carretera internacional que une la gobernación de Irbid y la capital, Amman, por unos 5 km. El pueblo está construido en una zona montañosa alta que consta de tres colinas; Jabal Al-Sanad, Jabal Al-Ahed y Jabal Al-Gharbi, y el centro del pueblo está en medio de estas tres colinas. Kafr Khel se considera el área importante que conecta las montañas de Ajloun, la gobernación de Jerash y las llanuras de Hauran en Irbid. Se encuentra a 18 km de la ciudad de Jerash, a 15 km de la ciudad de Ajloun y a 32 km de la ciudad de Irbid. El área del pueblo se estima en unos 6 km², y las áreas boscosas constituyen el 52 % del área total, la mayoría de estas áreas boscosas están ubicadas en picos de alta montaña que alcanzan una altura de más de 1100 m s. n. m. (metros sobre el nivel del mar). Kfar Khel tiene un clima templado en verano y frío en invierno. La temperatura máxima promedio en junio es de unos 26 °C, y la temperatura mínima promedio en enero es de unos 3,5 °C. El norte del reino está a unos 3 km solamente.

## Historia
La historia de Khalkhal se extiende desde la Edad de Piedra hasta la era islámica, pasando por el dominio del Imperio Romano en Jordania y el estado bizantino. Cerca de la ciudad se encontraron muchas herramientas de piedra primitivas que datan de la Edad de Piedra, además de templos, iglesias y mosaicos que datan de la época del dominio romano en la región. Kfar Khel fue conquistado por el gran compañero Sharhabeel bin Hasna como resultado de la batalla de Tabqa Fahl en el año 635 d. C. Hay restos de una mezquita y algunas casas y ruinas que datan de las eras omeya y abasí, además de monumentos mamelucos. Entre las zonas arqueológicas más importantes del pueblo se encuentran: Al-Deir, Khirbet Hittin.

## Economía
La gente de Kfar Khel depende en gran medida de la agricultura, especialmente del cultivo de aceitunas, uvas, higos, manzanas y granadas, además de la artesanía y los productos tradicionales que dependen de la leche de oveja, como el queso y el ghee.

## Vida social
La población de la ciudad se estima en alrededor de 7355 todos los cuales son musulmanes. Hay cinco mezquitas en la ciudad. En cuanto a las costumbres y tradiciones, son las mismas que prevalecen en las regiones del norte de Jordania, entre ellas: Al-Madalah, Al-Sebou'a y Al-Khameesia, además de celebraciones y fiestas religiosas, como la celebración del cumpleaños del Profeta. La tasa de alfabetización en Kfarkhal es alta.

## Monumentos turísticos
Lo que más distingue al pueblo de Kafr Khel es su naturaleza y su hermoso clima. Siempre ha sido un foco de atención para aquellos que buscan la belleza, la diversidad y la singularidad de la naturaleza. La Reserva del Príncipe Hamzah se estableció en 2004 en un área de 40 hectáreas de tierras forestales en la ciudad.La Reserva del Príncipe Hamzah se caracteriza por la gran biodiversidad de animales y plantas como robles y pinos, arces y lirios negros.
- Datos: Q6441916